# Scholastyka (imię)
Scholastyka – imię żeńskie pochodzenia łacińskiego. Zaczęto go używać w średniowieczu. Wywodzi się od łacińskiego słowa scholasticus oznaczającego uczony, student, nauczyciel. 
Scholastyka imieniny obchodzi 10 lutego.